# Gerabronn
Gerabronn ist eine Stadt in der Region Hohenlohe, im Landkreis Schwäbisch Hall im fränkisch geprägten Nordosten Baden-Württembergs.

## Geografie
Die Stadt Gerabronn liegt in 422 bis 460 Meter Höhe auf einer Anhöhe in der Hohenloher Ebene. Das Stadtgebiet liegt in einer der größten Karstlandschaften Deutschlands und erstreckt sich über ein Höhenintervall von etwa 297 m ü. NHN am Ausfluss der Jagst bis hinauf zu etwa 491 m ü. NHN auf den Hochebenen. Es umfasst 48 Naturdenkmäler, u. a. einige Dolinen. Das Stadtgebiet wird von den beiden tief in die Hohenloher Ebene eingeschnittenen Flüssen Jagst und Brettach durchzogen, liegt aber überwiegend beidseits beider.

### Nachbargemeinden
Die Stadt grenzt im Norden an Blaufelden, im Osten an Rot am See, im Süden an die Städte Kirchberg an der Jagst und Ilshofen sowie die Gemeinde Wolpertshausen und im Westen an die Stadt Langenburg.

### Stadtgliederung
Zur Stadt Gerabronn, bestehend aus den früher selbstständigen Gemeinden Amlishagen, Dünsbach, Gerabronn und Michelbach an der Heide, gehören neben der Kernstadt Gerabronn 15 weitere Ortschaften und Wohnplätze.
| Wappen Amlishagen | - Zur ehemaligen Gemeinde Amlishagen gehört die Ortschaft Amlishagen, die Wohnplätze Hammerschmiede, Horschhof und Ziegelhof und Hubertusmühle, sowie die abgegangenen Ortschaften Horschhof und Schafhof. | Amlishagen, Kirchplatz (2015)                  |
| Wappen unbekannt  | - Zur ehemaligen Gemeinde Dünsbach gehören die Ortschaften Dünsbach, Elpershofen, Großforst, Kleinforst und Morstein (mit Schloss Morstein) und die Wohnplätze Hubertushof, Holderhof und Brettachhöhe sowie die abgegangenen Ortschaften Höflein und Reichenhofen.                                                                                | Dünsbach, Jüdischer Friedhof (2021)            |
| Wappen Gerabronn  | - Zur Stadt Gerabronn in den Grenzen vom 31. Dezember 1971 gehören die Stadt Gerabronn, die Ortschaften Bügenstegen, Oberweiler (1972 von Wittenweiler umgemeindet), Rückershagen und Unterweiler (1972 von Wittenweiler umgemeindet) und der Wohnplatz Himmelreichshof sowie die abgegangenen Ortschaften Dennenweiler, Eckershagen und Fuchshof. | Gerabronn, Blick in die Stadt (2014)           |
| Wappen unbekannt  | - Zur ehemaligen Gemeinde Michelbach an der Heide gehören die Ortschaften Michelbach an der Heide, Binselberg, Liebesdorf, Rechenhausen und Seibotenberg und der Wohnplatz Kupferhof sowie die abgegangenen Ortschaften Hezelhof und Rüddern. | Michelbach an der Heide, bei der Kirche (2011) |

### Flächenaufteilung
Nach Daten des Statistischen Landesamtes, Stand 2019.

### Schutzgebiete
Die Reiherhalde Morstein ist das derzeit einzige Naturschutzgebiet auf dem Gebiet der Stadt Gerabronn. Das Mittleres Jagsttal mit Nebentälern und angrenzenden Gebieten ist als Landschaftsschutzgebiet ausgewiesen und umfasst auf dem Gerabronner Stadtgebiet das Jagsttal und das Brettachtal.
Außerdem hat die Stadt Anteil an den FFH-Gebieten Jagsttal Langenburg-Mulfingen und Jagst bei Kirchberg und Brettach sowie am Vogelschutzgebiet Jagst mit Seitentälern.

## Geschichte

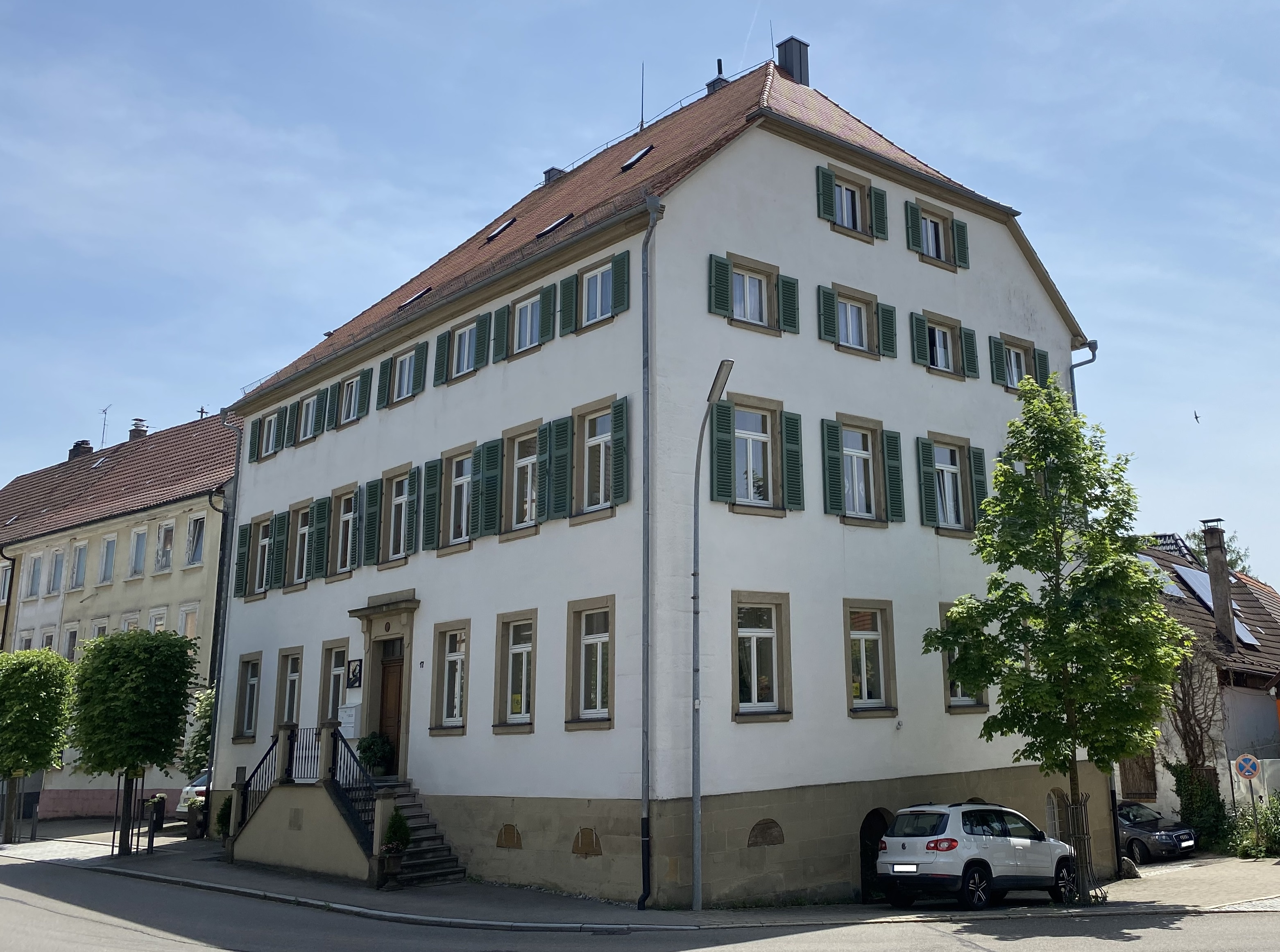
Oberamtei, 1811 bis 1938 Sitz des württembergischen Oberamts Gerabronn. An der Stelle stand zuvor das 1590 errichtete Kastenamt der Markgrafen von Brandenburg-Ansbach, ehe 1793 dieses Gebäude zunächst als Sitz der preußischen Verwaltung errichtet wurde.

### Bis zum 19. Jahrhundert
Gerabronn entwickelte sich aus einem Dorf, das vermutlich im 10. Jahrhundert gegründet wurde. Ursprünglich Gerhiltebrunnen genannt, wurde es auch als Gerolzbrunn, Geroldbrunn, Gerltbrunn oder Gerhartsbrunn bezeichnet, bis im 17. Jahrhundert der heutige Name in Gebrauch kam. Das Dorf wurde erstmals urkundlich 1226 erwähnt, als das Gebiet unter die Herrschaft des Fürstbischofs von Würzburg kam. Es gehörte zwischen 1500 und 1806 zum Fränkischen Reichskreis. 1525 beteiligten sich die Bewohner am Bauernkrieg. Nach der Niederlage der Bauern wurden auch mehrere Einwohner aus Gerabronn enthauptet.
Bis ins 19. Jahrhundert war Gerabronn nur ein Dorf, erhielt jedoch bereits 1412 Marktrechte. Gerabronn war seit 1399 Bestandteil der Burggrafschaft Nürnberg und kam nach mehreren Verpfändungen schließlich 1530 zur Markgrafschaft Ansbach. Im Zuge der territorialen Veränderungen während der Koalitionskriege fiel Gerabronn 1792 zunächst an Preußen, dann 1806 an Bayern und schließlich auf Grund des Grenzvertrags von 1810 an das Königreich Württemberg.

### Württembergische Zeit
Gerabronn wurde 1811 Sitz des gleichnamigen Oberamts, was einem heutigen Landkreis entsprach, und war somit für die Verwaltung des zugehörigen Gebiets zuständig. Jedoch erst 1886 wurden Gerabronn die Stadtrechte verliehen. Die Industrialisierung und die im Jahre 1900 mit der Eröffnung der Bahnstrecke Blaufelden–Langenburg vorgenommene Anbindung an das Netz der Württembergischen Eisenbahn förderten das Wachstum der Stadt. Ein wichtiger Fürsprecher und Initiator der Anbindung war der spätere Ehrenbürger der Stadt Israel Landauer.

### 20. Jahrhundert
Während der NS-Zeit in Württemberg wurde 1934 das Oberamt Gerabronn in Kreis Gerabronn umbenannt und 1938 aufgelöst. Die Stadt wurde ein Teil des Landkreises Crailsheim. 1945 geriet Gerabronn in die Amerikanische Besatzungszone und gehörte somit zum neu gegründeten Land Württemberg-Baden. Mit der Gründung Baden-Württembergs 1952 wurde Gerabronn Bestandteil des jetzigen Bundeslandes. 1973 vollzog sich die Kreisreform in Baden-Württemberg, bei der die Stadt zum Landkreis Schwäbisch Hall kam.

### Eingemeindungen
Am 1. Januar 1972 wurde die vorher selbstständige Gemeinde Amlishagen eingegliedert. Die Ortsteile Ober- und Unterweiler, die bis Ende 1971 zu Wittenweiler gehörten, wurden am 1. Juni 1972 von der Gemeinde Blaufelden nach Gerabronn umgemeindet. Dünsbach kam am 1. Januar 1973 zu Gerabronn. Michelbach an der Heide folgte schließlich am 1. Januar 1975.

## Religion
Ursprünglich hinsichtlich Michelbach an der Heide zum Bistum Fulda, bezüglich der anderen Ortsteile zum Bistum Würzburg, seit dem 16. Jahrhundert zur Markgrafschaft Brandenburg-Ansbach gehörig, wurde in und um Gerabronn 1534/36 von Ansbach aus die Reformation eingeführt. Schon vorher in den heutigen Stadtteilen, 1561 erst in Gerabronn selbst, wurden Pfarreien eingerichtet, die 1810 mit Hohenlohe, Crailsheim und den anderen neuwürttembergischen Gebieten württembergisch wurden. Das Gebiet ist auch heute noch überwiegend evangelisch geprägt. Die nach wie vor rechtlich selbstständigen vier evangelischen Kirchengemeinden Amlishagen, Dünsbach, Gerabronn und Michelbach an er Heide gehören zu einer einzigen Evangelischen Gesamtkirchengemeinde Gerabronn im Kirchenbezirk Blaufelden der Evangelischen Landeskirche in Württemberg. Die Einzelgemeinden bleiben bestehen. Sie arbeiten in der Verwaltung und im Auftreten nach außen eng zusammen.
Die nach dem Zweiten Weltkrieg 1945 vermehrt zugezogenen katholischen Christen erhielten 1957 eine eigene Kirche, die Heiliggeist-Kirche in Gerabronn.

## Politik

### Gemeinderat
In Gerabronn wird der Gemeinderat nach dem Verfahren der unechten Teilortswahl gewählt. Dabei kann sich die Zahl der Gemeinderäte durch Überhangmandate verändern. 2024 umfasst der Gemeinderat 16 Personen, 2019 waren es 20 Personen. Er besteht aus den gewählten ehrenamtlichen Gemeinderäten und dem Bürgermeister als Vorsitzendem. Der Bürgermeister ist im Gemeinderat stimmberechtigt.
Die Kommunalwahl am 9. Juni 2024 führte zu folgendem Endergebnis.
| Parteien und Wählergemeinschaften | Parteien und Wählergemeinschaften           | % 2024  | Sitze 2024 |        | % 2019 | Sitze 2019 |
| FWV                               | Freie Wählervereinigung                     | 72,19   | 12         | 61,7   | 12     |            |
| CDU                               | Christlich Demokratische Union Deutschlands | 15,54   | 2          | 25,1   | 5      |            |
| UWV                               | Unabhängige Wählervereinigung               | 12,27   | 2          | –      | –      |            |
| SPD                               | Sozialdemokratische Partei Deutschlands     | –       | –          | 13,2   | 3      |            |
| Gesamt                            | Gesamt                                      | 100 %   | 16         | 100 %  | 20     |            |
| Wahlbeteiligung                   | Wahlbeteiligung                             | 57,97 % | 57,97 %    | 56,0 % | 56,0 % |            |

### Bürgermeister
- Dieter Rometsch 1960 bis 1996
- Klaus-Dieter Schumm 1996 bis 2017
- Christian Mauch 2017 bis heute[9]

### Verwaltungsgemeinschaft
Gerabronn ist der Sitz der Vereinbarten Verwaltungsgemeinschaft der Städte Gerabronn und Langenburg.

### Wappen
Die Blasonierung des Wappens lautet: „In von Silber und Schwarz geviertem Schild im ersten und vierten Feld je ein steigendes schwarzes Ross.“

### Partnerschaften
Die Stadt Gerabronn unterhält partnerschaftliche Beziehungen zu Nouan-le-Fuzelier im Département Loir-et-Cher in Frankreich.

## Wirtschaft und Infrastruktur

### Verkehr
Die Verkehrsanbindung erfolgt überwiegend über die A6 Heilbronn – Nürnberg. Die Entfernung zur Autobahn A6 beträgt vom Hauptort Gerabronn ca. 15 km bzw. 20 Minuten, vom Teilort Dünsbach ca. 5,5 km bzw. 6 Minuten.
Internationale Flughäfen befinden sich in Stuttgart (ca. 1,5 Stunden), Frankfurt (ca. 2,5 Stunden) und München (ca. 3,0 Stunden). Für kleinere Geschäftsflugzeuge steht ein Flugplatz in Schwäbisch Hall (ca. 30 Minuten) und in Niederstetten (ca. 20 Minuten) zur Verfügung.
Bahnverbindungen führen, je nach Richtung, über Bad Mergentheim, Crailsheim oder Schwäbisch Hall. Die Weiterfahrt nach Gerabronn beträgt dann jeweils 30–45 Minuten. Hier ist die Stadt Gerabronn über eine Regiobuslinie im stündlichen Takt von früh Morgens bist spät Nachts an 7 Tagen in der Woche an den Fernverkehr über den Crailsheimer Bahnhof angebunden.
Zwischen 1900 und 1996 waren Gerabronn und Oberweiler über die Bahnstrecke Blaufelden–Langenburg an das Eisenbahnnetz angeschlossen. Die Königlich Württembergischen Staats-Eisenbahnen erbauten das Gerabronner Bahnhofsgebäude als Einheitsbahnhof vom Typ IIIa. Der Personenverkehr auf der Strecke wurde bereits 1963 eingestellt.

### Bildungseinrichtungen

#### Grundschule
Die Grundschule Gerabronn, die seit dem Schuljahr 2015/16 eine Ganztagsbetreuung anbietet, wird von rund 150 Schülern besucht.

#### Gymnasium
Das Gymnasium Gerabronn ist ein 8-jähriges Vollgymnasium mit n- und s-Profil. Derzeit werden ca. 460 Schülerinnen und Schüler unterrichtet.
Als einziges staatliches Gymnasium im nördlichen Landkreis Schwäbisch Hall hat es ein Einzugsgebiet, welches sich auf sämtliche umliegende Gemeinden erstreckt.

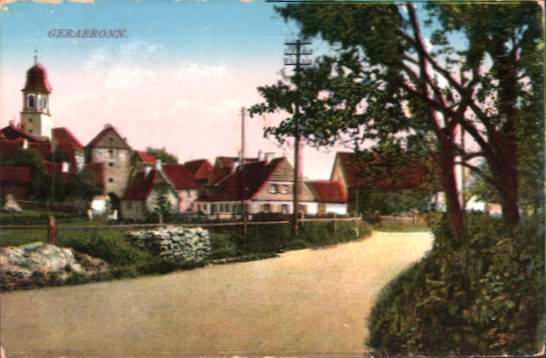
Gerabronn um 1900
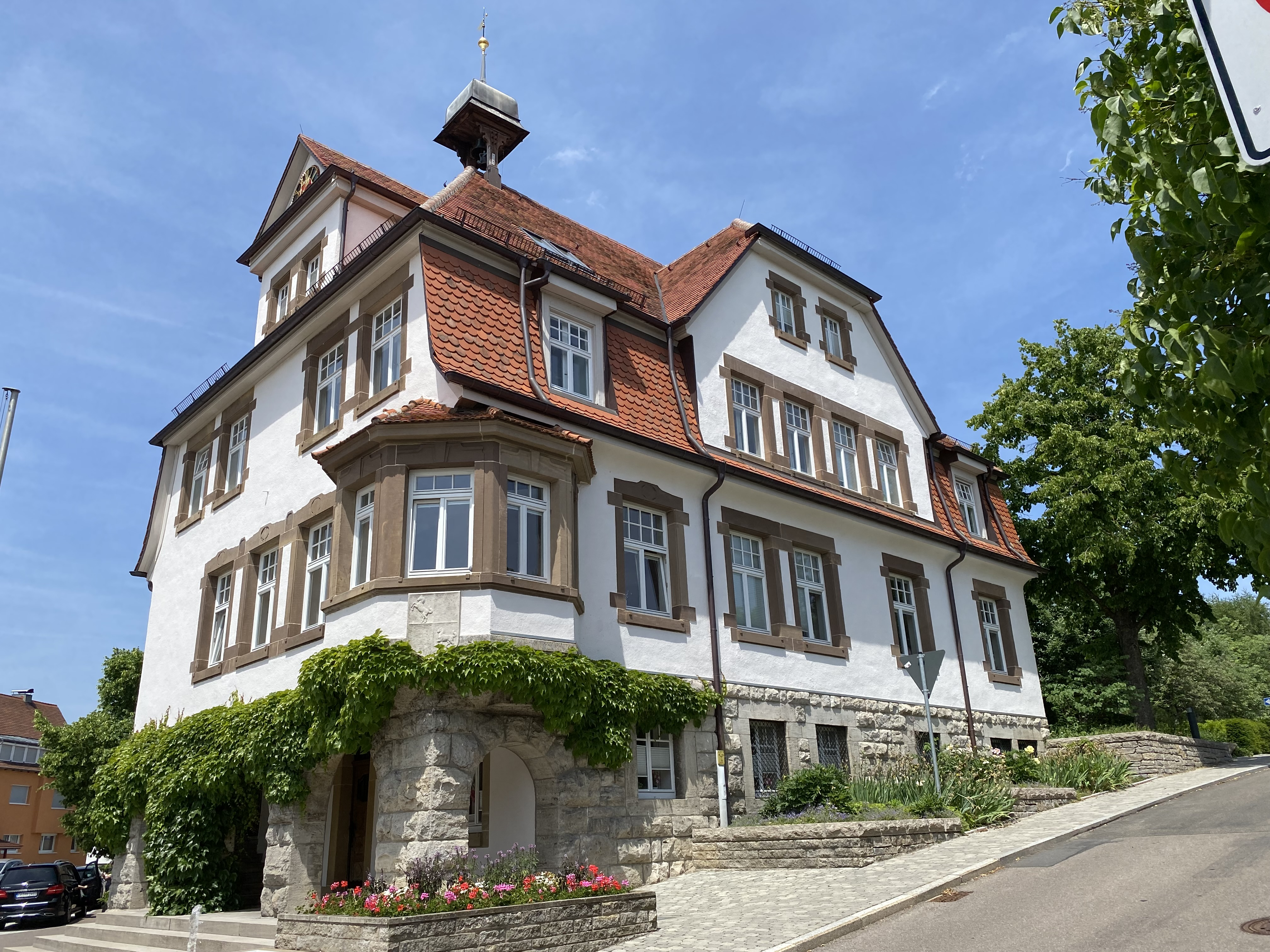
Rathaus Gerabronn
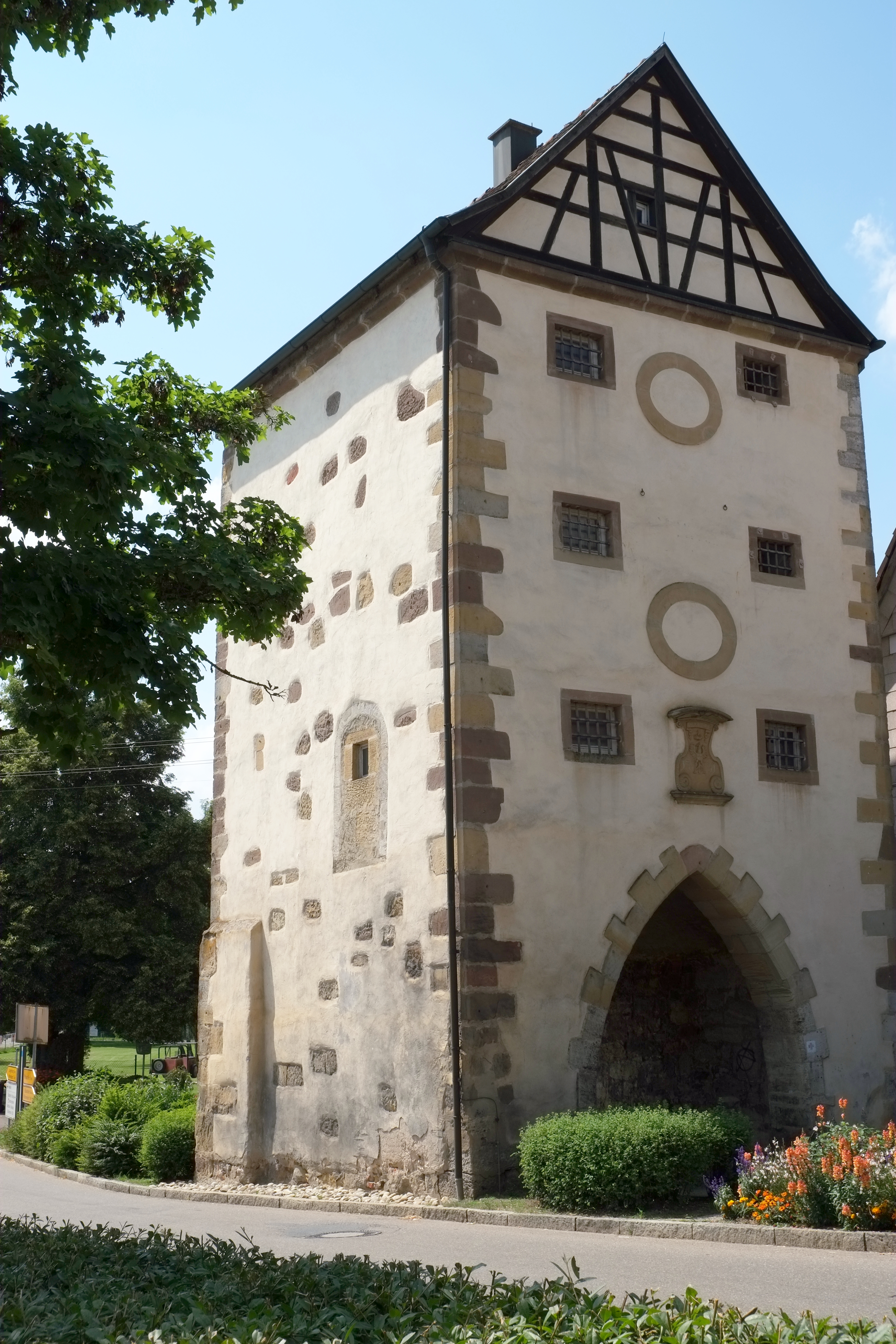
Stadttor Gerabronn
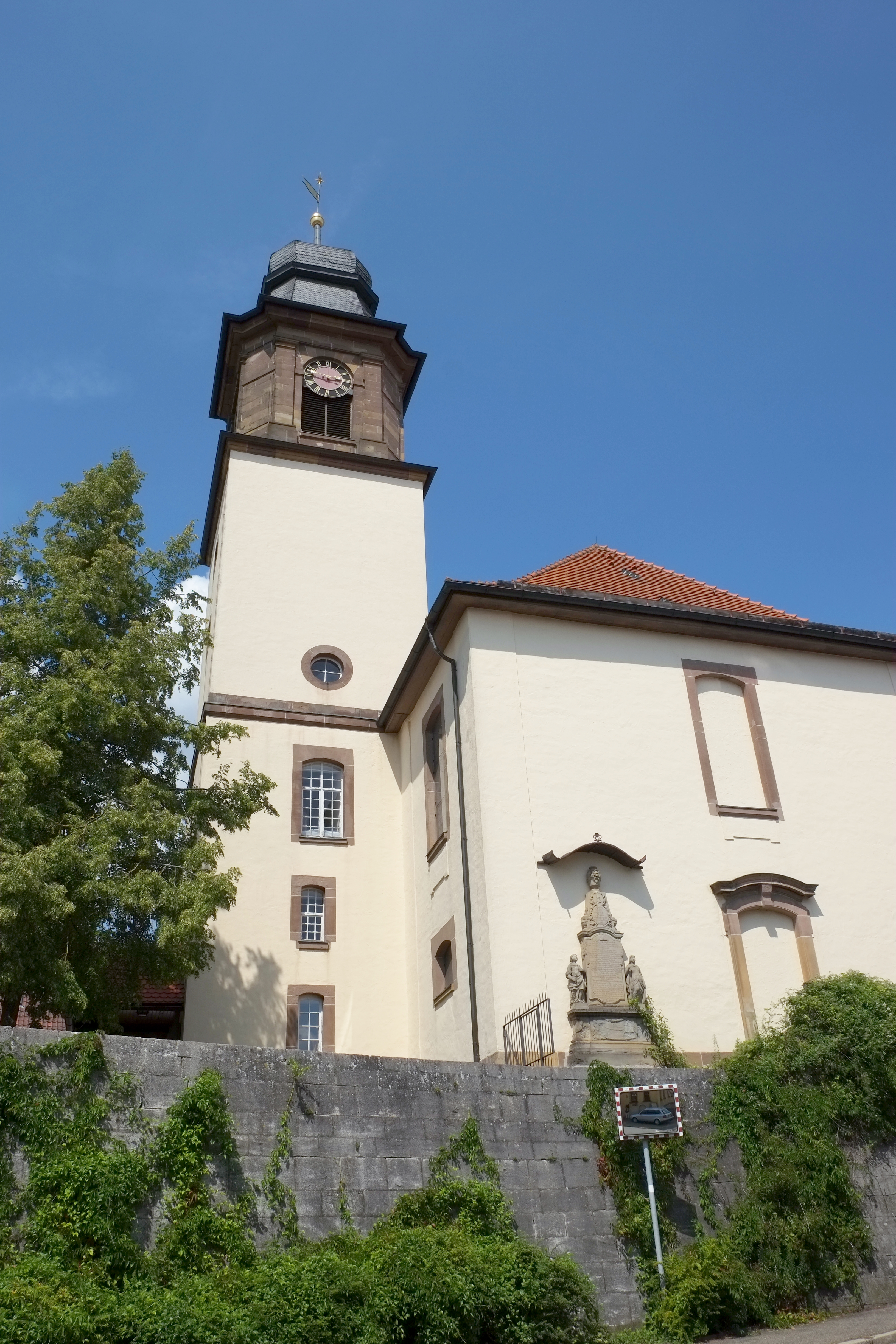
Evangelische Kirche Gerabronn
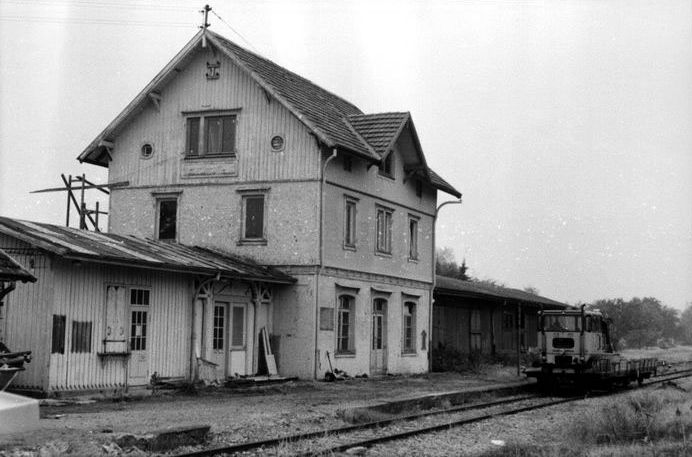
Der stillgelegte Bahnhof Gerabronn

## Kultur und Sehenswürdigkeiten

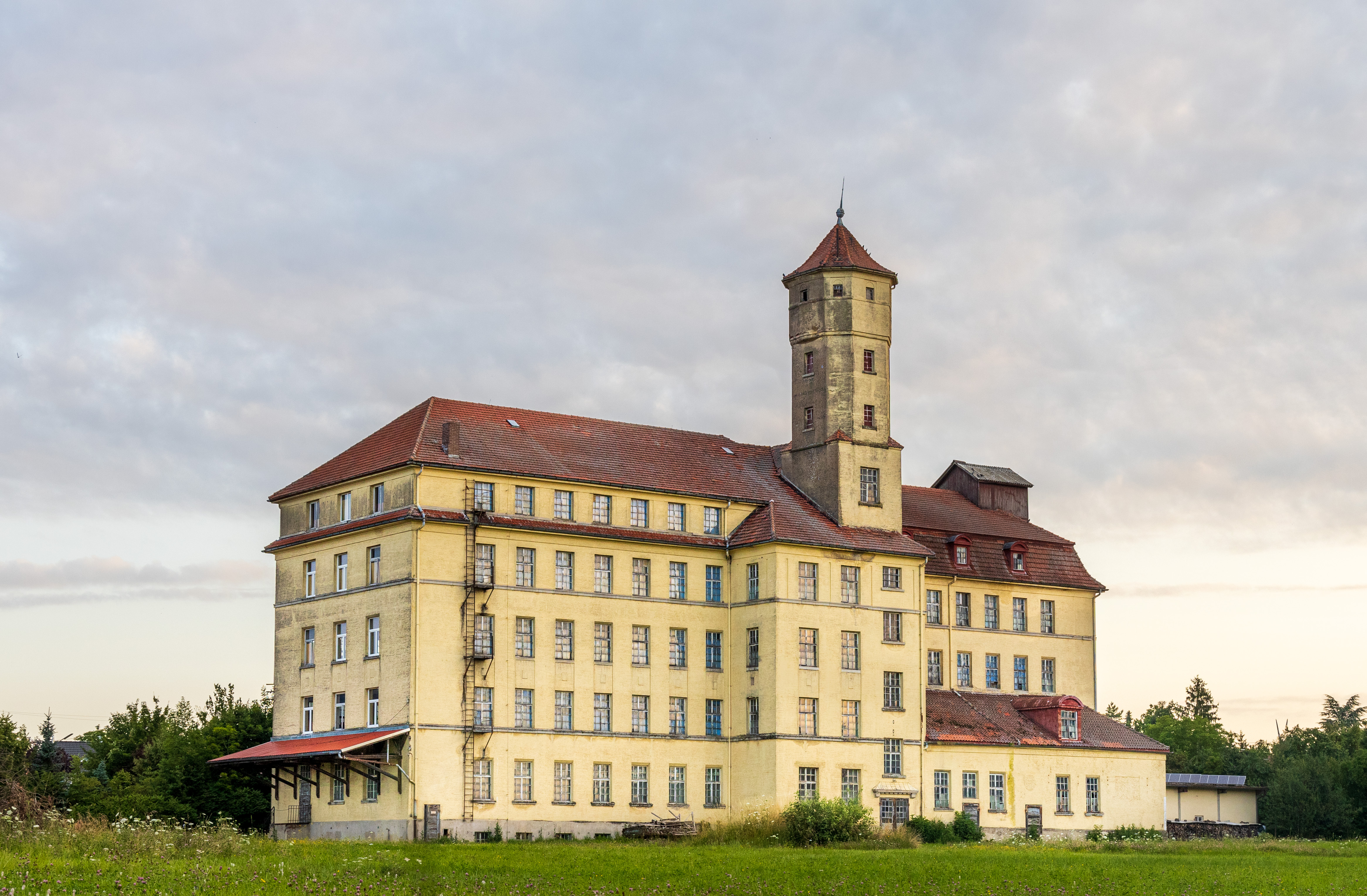
Die Nudelburg Schüle-Hohenlohe gilt als eines der wichtigsten Industriedenkmale im Kreis Schwäbisch Hall.

### Kirchen
- Evangelische Katharinenkirche Amlishagen: Nach Brandzerstörung der Vorgängerkirche und des Dorfes im Sommer 1760 wird die Kirche im Auftrag des Schloss- und Patronatsherrn Gottfried Freiherr vom Holtz durch den gräflich–hohenlohischen Hofbauzimmermeister Leonhard Joseph Ernst aus Kirchberg/Jagst im Markgrafenstil neu erbaut. Sie bildet mit Burg, Schloss, ehemaligem Rathaus, ehemaliger Schule, Gasthaus und Pfarrhaus ein Ensemble am Kirchplatz. Handwerker aus Kirchberg an der Jagst (Bildhauer Ritter, Schreinermeister Johann Jakob Pfirsch), Johann Conrad Mögeling aus Amlishagen und der Künzelsauer Bildhauer Johann Andreas Sommer (1716–77) waren für Konzeption und Ausgestaltung der Markgräfler Wand (Ansbacher Kanzelwand) aus Holz und Stuckmarmor in hoch aufgerichteter Kreuzform zuständig. Sie besteht aus Altar, Kanzel, Orgelempore und Parterre-Türen für den Altarumgang beim Abendmahlsempfang. Die Katharinenkirche enthält je eine Nord- und Südempore sowie eine Westempore mit ehemaligem Patronatsraum oder Herrschaftsstand mit dem Wappen der Herren vom Holtz, ferner eine Gruft und mehrere Einzelgrabstätten im Boden sowie von Johannes Allgeyer aus dem Jahr 1763 die Orgel.[11]
- Evangelische Auferstehungskirche Dünsbach: Sie wurde 1973 von dem Stuttgarter Architekt Johannes Wetzel (1926–2006) neu errichtet, nachdem die bisherige Gemeindekirche, die Schlosskirche in Morstein, am Vormittag des Heiligen Abends 1969 ausgebrannt war. Die Ehefrau des Architekten und Künstlerin Gertrud Angelika Wetzel hat das Altar- und das Südwandfenster mit farbigem Betonglas (Wellenlinien) sowie Altar, Taufstein und Kanzel in Muschelkalk und Aluminiumguss künstlerisch gestaltet.[12][13]
- Evangelische Kirche Peter und Paul, Gerabronn: Eine Kapelle Peter und Paul wurde 1423 erbaut. An ihr stifteten die Herren von Berlichingen eine Kaplanei, die zur Pfarrei Michelbach an der Heide gehörte. 1461 wurde sie zur eigenständigen Pfarrei erhoben. Anstelle der Kapelle wurde 1742–1751 von Architekt Leopoldo Retti nach den Plänen des Johann David Steingruber, Baumeister der ehemaligen Markgrafschaft Ansbach, die heutige Kirche in Querkirchen-Konzeption als fast quadratischer Saalbau im Markgrafenstil erbaut. Die typische Kanzel-Altar-Orgelwand lag im Westen auf der Turmseite, gegenüber die Patronatsloge. Die Forderungen nach einem modernisierten Gottesdienst führten 1967 zu einer völligen Umgestaltung des Innenraums. Der beauftragte Architekt Peter Haag aus Schorndorf ließ nicht nur beide Emporen, sondern auch die Kanzelwand, das bescheidene Schmuckstück der Kirche, sowie die Querkirchenkonzeption entfernen. Altar und Kanzel sind jetzt in moderner Form an der Südwand platziert. Die heutige Orgel stammt von der Giengener Orgelmanufaktur Gebr. Link nach einem Konzept von Helmut Bornefeld und wurde 1969 erbaut.[14] Der einheimische Künstler Werner Grund hat 1971 ein symbolkräftiges Wandmosaik geschaffen, das den Mittelpunkt des Altarkreuzes wieder aufnimmt und die von dort ausgehenden Strahlen verdeutlichen will. Der Künstler Wilfried Richter aus Gerabronn-Morstein schuf 1995 Wandbilder auf Acryl-Basis, Ton in Ton zur Wandfarbe, zu den Namensgebern der Kirche, Petrus und Paulus. Aus der Zeit vor der Innen-Umgestaltung gibt es noch das farbverglaste Rundfenster (1933) des expressionistischen Künstlers Ernst H. Graeser mit einer Christusdarstellung. Zwei kleinere Fenster von ihm wurden bei der Umgestaltung ausgebaut.[15]
- Evangelische Kirche St. Bonifatius und Burkhard, Michelbach an der Heide: Die bereits 1245 erwähnte Kirche im ummauerten Friedhof ist frühgotisch mit romanischem Rechteckchor (gotisches Maßwerk-Ostfenster, innen durch die große Chororgel verdeckt), zusätzlich sehr kleiner Apsis sowie Zahnschnittfriesen an den Ostgiebel-Ortgängen und dem Kranzgesims. Sie hat eine Barockkanzel von 1683. Das Schiff wurde 1914/15 von Architekt Theodor Dolmetsch umgebaut[16] und in der nordwestlichen Ecke zwischen Westturm und Langhaus mit einem runden Treppenturm für den Emporenzugang versehen.
- Evangelische St. Wendelinskapelle Rückershagen: Die bereits 1499 erstmals erwähnte  Kapelle St. Wendelin im Gerabronner Weiler Rückershagen ist ein spätgotischer Chorturmbau und besitzt einen kreuzrippengewölbten Chor. Am Bau ist ablesbar, dass sowohl der Turm als auch das Schiff früher höher waren. Die Trennmauer zwischen Turm und Schiff enthält außen romanische Neidfratzen, die gotischen Fenster im Schiff sind in den Spitzbögen zum Teil vermauert, zum Teil mit Maßwerk oder Zierbogen versehen.[17]

### Burgen und Schlösser

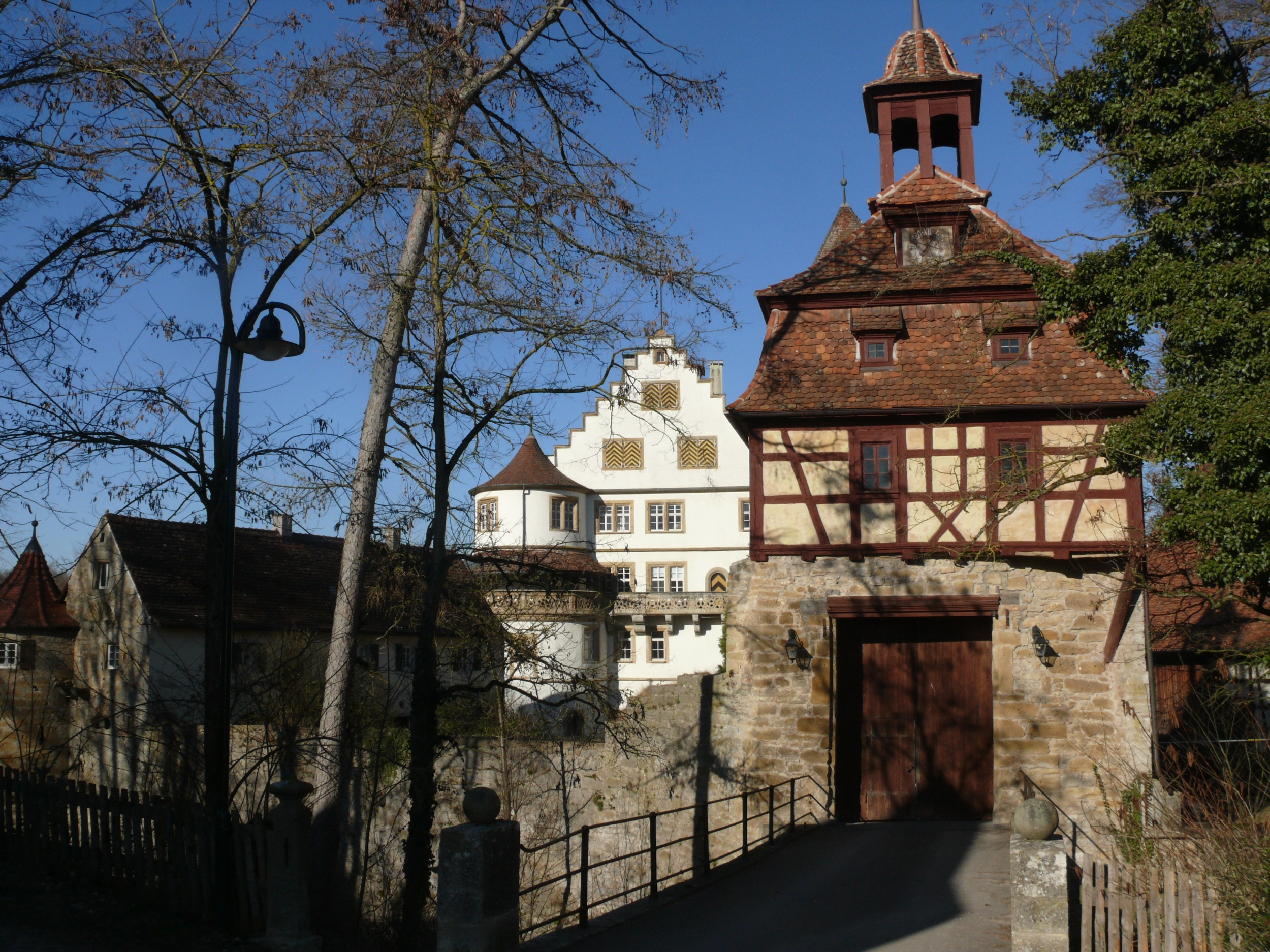
Schloss Morstein, Torturm

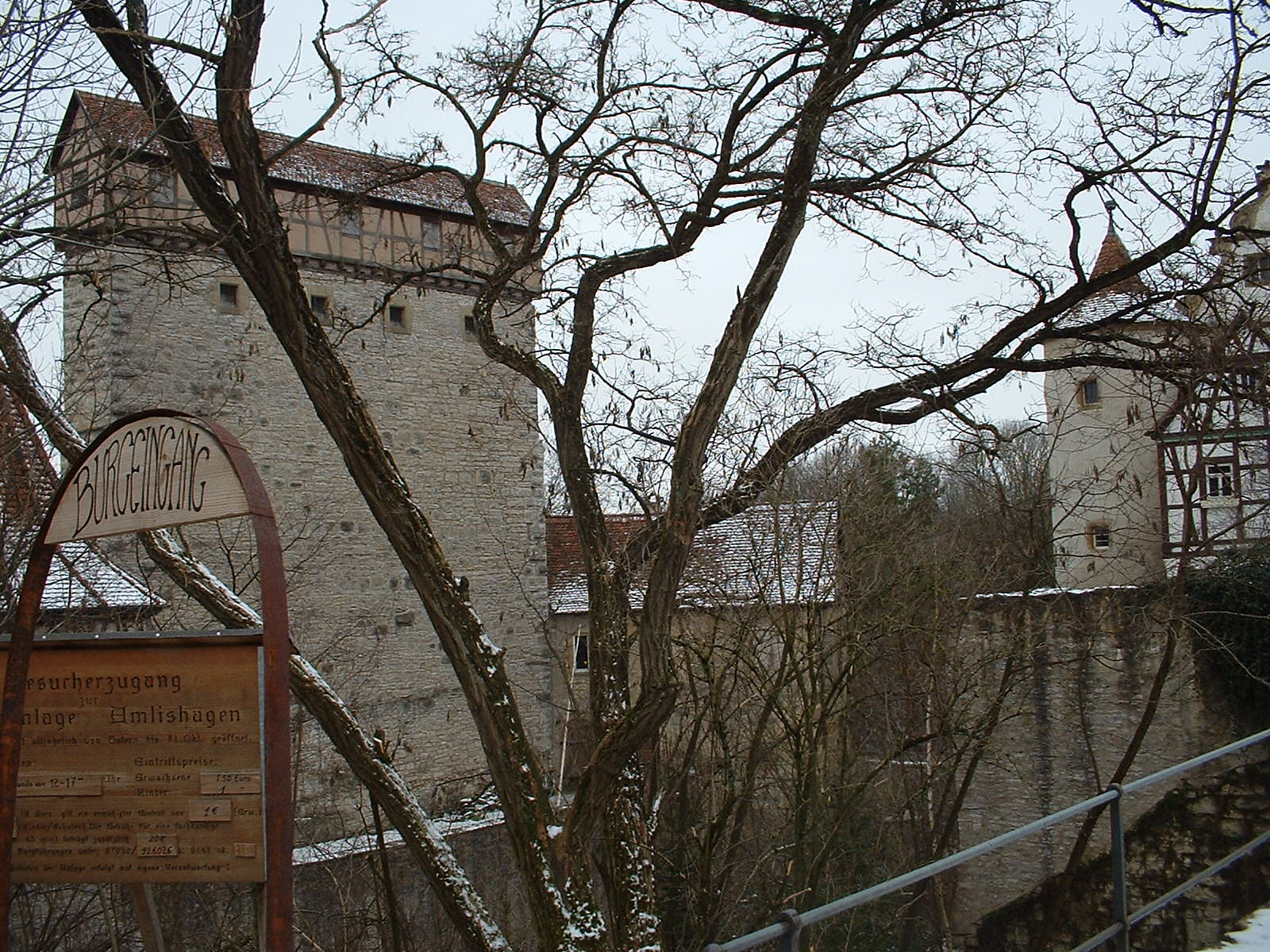
Schildmauer der Burg Amlishagen

- Im Teilort Morstein liegt das Schloss Morstein, eines der Schlösser der Freiherren von Crailsheim (derzeit keine Besichtigung).
- Im Teilort Amlishagen kann die Burg Amlishagen, eine alte Burg- und Schlossanlage, besichtigt werden.

### Regelmäßige Veranstaltungen
- Pferdemarkt Gerabronn, jedes Jahr am Faschingsdienstag
- Marktplatzfest Gerabronn, jedes Jahr i. d. R. ein Wochenende zwischen Pfingsten und Sommerferien
- Heimattage Dünsbach, alle 5 Jahre an Pfingsten im Stadtteil Dünsbach, zuletzt 2015
- Heimattage Michelbach an der Heide, zuletzt 2019
- Heimattage Amlishagen, zuletzt 2023

### Vereine
- TSV Gerabronn
- TSV Dünsbach
- Surfclub Gerabronn
- Sozialverband VdK, Ortsverband Gerabronn
- Schutzgemeinschaft ländlicher Raum Hohenlohe e. V.
- Naturschutzbund Deutschland, NABU-Gruppe Gerabronn
- Musikverein „Stadtkapelle Gerabronn“
- Gesangverein „Eintracht“ Michelbach/Heide
- Posaunenchöre Gerabronn-Beimbach, Dünsbach, Michelbach/Heide
- Landfrauenverein Gerabronn-Rückershagen, Amlishagen, Dünsbach, Michelbach/Heide
- Kleintierzuchtverein Gerabronn
- Burgschauspiele Leofels
- Bauernverband, Ortsverein Gerabronn-Langenburg
- Die Ortsgruppe Gerabronn des Schwäbischen Albvereins wurde im Jahr 2001 mit der Eichendorff-Plakette ausgezeichnet.[18]

(Quelle:)

## Persönlichkeiten

### Ehrenbürger
- Israel Landauer (1843–1913), deutscher Bankier, Fabrikant und Wohltäter
- David v. Landauer (1853–1927), Großkaufmann in London
- Friedrich Model (1848–1928), Veterinärrat
- Karl Eßlinger (1851–1933), Postdirektor
- Graf Hillaire de Laage de Meux, Mitbegründer der Städtepartnerschaft Nouan-le-Fuzilier 1966

(Quelle:)

### Söhne und Töchter der Stadt
- Israel Landauer (1843–1913), Bankier, Fabrikant und Wohltäter
- Gottlob Egelhaaf (1848–1934), Politiker und Landtagsabgeordneter (DVP)
- Gustav Regelmann (1880–1947), Oberamtmann und Landrat von Rottweil
- Fritz Frank (* 1923 in Großforst), Schriftsteller, Begründer der Burgschauspiele Leofels[21]
- Manfred Wankmüller (1924–1988), Schriftsteller
- Rezzo Schlauch (* 1947), Jurist, Politiker (Bündnis 90/Die Grünen)
- Joschka Fischer (* 1948), Politiker (Bündnis 90/Die Grünen), Bundesaußenminister und Vizekanzler 1998–2005
- Werner Grund (1919–2006), Kunstmaler[22]